# Ecce Homo (Elías García Martínez)
Ecce Homo (tạm dịch: "Đây là Người" hay "Này, Người đây") tại Đền thánh Thương xót ở thị trấn Borja, tỉnh Zaragoza, Tây Ban Nha là một bức bích họa do họa sĩ Elías García Martínez vẽ vào khoảng thế kỷ 19. Bức tranh mô tả Chúa Giêsu cùng với vương miện mão gai đội trên đầu. Chủ đề của bức tranh là Ecce homo, đây là thuật từ tiếng Latinh dùng trong bản Kinh Thánh Vulgata tham chiếu đến cảnh tổng trấn Pontius Pilatus cho điệu Giêsu sau khi bị đánh đòn ra trước đám đông quá khích.

## Phiên bản gốc
Bức tranh miêu tả Chúa Giêsu với đầu đội mão gai này được vẽ vào khoảng năm 1930 bởi họa sĩ người Tây Ban Nha Elías García Martínez. Bức tranh thể hiện một chủ đề và phong cách nghệ thuật đặc trưng, truyền thống của Công giáo. Theo ý kiến của các chuyên gia và báo chí thì lúc ban đầu, tính nghệ thuật của bức tranh không được xem là quan trọng lắm. Trải qua một quãng thời gian quá dài, bức tranh đã không còn nguyên vẹn như ban đầu và bị phai mờ nhiều chỗ. Nhà thờ quyết định phải thực hiện công việc trùng tu. Bức tranh cũng bắt đầu nổi tiếng từ đây, sau khi công việc nỗ lực nhằm trùng tu lại được thực hiện vào năm 2012.

## Phục chế
Bức tranh trở thành một hiện tượng khi nó được đăng trên internet vào tháng 8 năm 2012. Lúc đó, Bà Cecilia Giménez, một nghệ sĩ nghiệp dư 83 tuổi sống tại địa phương đã tiến hành sơn lại bức họa. Bà nghĩ rằng mình có thể khôi phục lại bức tranh như tình trạng ban đầu. Nhưng Cecilia lại khiến bức tranh biến dạng hoàn toàn, gương mặt của Chúa nhìn không khác gì một chú khỉ. Christian Fraser, phóng viên đài BBC ở châu Âu nói rằng kết quả của việc trùng tu này "giống như một phác thảo bút chì của một con khỉ rất nhiều lông trong một chiếc áo dài không vừa". Thậm chí, nhiều người đã gọi đùa phiên bản sau khi phục chế là "Ecce Mono" ('Này, chú khỉ đây': trong khi ecce là tiếng Latinh thì mono trong tiếng Tây Ban Nha có nghĩa là khỉ, trong tiếng Latinh phải là simia)" hoặc có người còn xem đó như một câu truyện phim hài về Mr. Bean. Sự việc diễn ra quá đỗi tiêu cực nên linh mục Florencio Garces, cha sở của nhà thờ, nhiều lúc đã nghĩ phải tìm cách nào đó để che bức tranh đi.

## Thu hút khách du lịch
Sau khi được truyền bà rộng rãi trên mạng, bức họa sau trùng tu bỗng nhận được nhiều sự chú ý và được nhiều người biết đến. Những người quan tâm đã đến nhà thờ để được xem tận mắt tác phẩm bị hủy hoại do việc trùng tu vô trách nhiệm. Khách du lịch đến đông và nhà thờ bắt đầu thực hiện việc thu phí nhằm giải quyết chi phí cho các dịch vụ hỗ trợ. Một năm sau khi công việc trùng tu tác phẩm bị thất bại, đã có hơn 40.000 lượt người đến xem cùng một tổ chức từ thiện của địa phương đã thu về được hơn 50.000 €. Thị trấn nhỏ nơi sở hữu bức tranh này vốn chỉ vỏn vẹn hơn 5.000 dân, cho đến nay đã đón tiếp hơn 150.000 lượt khách thập phương đến chiêm ngưỡng, tham quan để tìm hiểu về... "thảm họa của việc phục chế". Vé vào xem bức tranh được thu 1,5 USD cho một người
Việc này đã khiến bà Giménez cũng muốn lấy một phần tiền được cho là... tiền bản quyền. Luật sư của bà Giménez cho rằng, bà muốn nhận phần lợi nhuận của mình để giúp tổ chức từ thiện bệnh loạn dưỡng cơ, một căn bệnh mà con trai bà đang gặp phải.
Cư dân thị trấn cho biết công việc kinh doanh của họ đã trở nên phát triển tốt đẹp hơn sau khi có sự kiện phục chế bức tranh, do có nhiều khách du lịch đến đây tham quan. Một số người dân ở đây đã coi Gimenez là một anh hùng. Họ xếp bà vào danh sách những người "có công phục hồi nền kinh tế địa phương".